# Сельяй, Кристиан
Кристиан Сельяй, (исп. Christian Cellay; 5 сентября 1981, Буэнос-Айрес) — аргентинский футболист, защитник. Выступал за национальную сборную Аргентины.

## Биография
Начал профессиональную карьеру в клубе «Уракан», с которым он добивался права на выход в элитный дивизион. Всего в 2000—2008 годах провёл за «Уракан» 147 матчей, в которых забил 9 голов.
В 2008 году перешёл в «Эстудиантес», где с ходу стал одним из игроков основы. Клуб впервые за 37 лет вышел в финал международного клубного турнира, Южноамериканского кубка, где уступил бразильскому «Интернасьоналу». В 2009 году Сельяй был основным игроком в команде, сумевшей выиграть свой четвёртый Кубок Либертадорес, впервые с 1970 года.
В 2010 году перешёл в «Бока Хуниорс». Он сыграл 20 матчей из потенциально возможных 38 за сезон. В своём последнем матче за «Боку» 18 июня 2011 года забил в ворота «Химнасии» из Ла-Платы два гола — таким образом, «Бока», проигрывая 0:2 уже к 12-й минуте, сумела избежать поражения и сыграть вничью, причём второй гол Сельяй забил на 93-й минуте игры.
В августе 2011 года на год вернулся в «Эстудиантес» на правах аренды.
15 сентября 2011 года дебютировал в игре за сборную Аргентины. Провёл весь первый матч за Кубок Рока, состоявшийся в Кордове (0:0). В ответном матче, прошедшем в Белене, аргентинцы уступили 0:2 сборной Бразилии, и Сельяй также провёл на поле все 90 минут.
В феврале 2017 года перешёл в андоррскую «Сан-Жулию». В составе команды дебютировал 2 апреля 2017 года в матче 1/4 Кубка Андорры против «Ордино». Встреча завершилась поражением «Сан-Жулии» со счётом (2:3). В чемпионате Андорры Сельяй дебютировал 8 апреля 2017 года в андоррском дерби против «Санта-Коломы» (3:3).

## Достижения
- Обладатель Кубка Либертадорес (1): 2009
- Финалист Южноамериканского кубка (1): 2008